# Stalag IV-B
Le Stammlager IV-B, abrégé en Stalag IV-B, était un camp pour prisonniers de guerre géré par la Wehrmacht pendant la Seconde Guerre mondiale. Il était situé à 48 kilomètres au nord-ouest de Dresde, sur la commune de Mühlberg dans l'ancienne province de Halle-Mersebourg (aujourd'hui dans le land de Brandebourg).

## Le camp principal Mühlberg

### Les prisonniers
Ouvert en 1939, le camp est initialement destiné à réceptionner les hommes capturés lors de l'invasion de la Pologne par l'armée allemande. 17000 soldats polonais sont internés dans le camp dont les infrastructures ne sont pas encore terminées et doivent vivre à ciel ouvert ou sous tentes. La plupart d'entre eux ne font que transiter et sont dirigés vers d'autres camps. En mai 1940, à la suite de la bataille de France, le camp accueille des prisonniers français, belges, néerlandais et britanniques. Le nombre de ces derniers (incluant des ANZAC) augmente en avril 1941 après le succès des forces de l'Axe lors de la bataille de Grèce. L'opération Barbarossa entre juin et décembre 1941 fournit au camp son lot de prisonniers soviétiques. En 1943, des prisonniers faits lors de l'avancée des alliés pendant la campagne d'Italie et précédemment enfermés dans les camps du royaume italien sont transférés au Stalag IV-B après l'armistice de Cassibile. En octobre 1944, après l'insurrection de Varsovie, plusieurs milliers d'hommes et femmes polonais de l'Armia Krajowa arrivent à Mühlberg. Le mois suivant, les femmes sont transférées dans d'autres camps, principalement le Stalag IV-E à Altenbourg et l'Oflag IX-C à Molsdorf. Les Américains sont présents au camp depuis la campagne d'Italie puis leur nombre augmente à partir des débarquements de Normandie et de Provence au gré de l'avancée des troupes pendant la libération de la France. 7500 d'entre eux arrivent à l'hiver 1944-1945 lors de la bataille des Ardennes dont 3000 sont transférés au Stalag VIII-A à Görlitz. Au début de l'année 1945, dans un contexte grandissant d'opposition à l'occupant allemand, 1 500 policiers danois sont internés au Stalag IV-B. Durant toute sa période d'activité, ce ne sont pas moins de 33 nationalités qui ont transité dans le camp. Celui-ci est libéré le 23 avril 1945 par l'Armée rouge. Après la Seconde Guerre mondiale, le Stalag IV-B, situé dans la zone d'occupation soviétique est récupéré par l'URSS et devient, sous le nom Speziallager Nr. 1 Mühlberg, un camp d'internement géré successivement par le SMERSH, le NKVD et le MVD. Entre 1945 et 1948, environ 22 000 personnes sont emprisonnées, donc 7000 y laissent la vie. Après que les derniers prisonniers sont transférés dans d'autres camps, l'installation est définitivement abandonnée en 1948

### La vie dans le camp

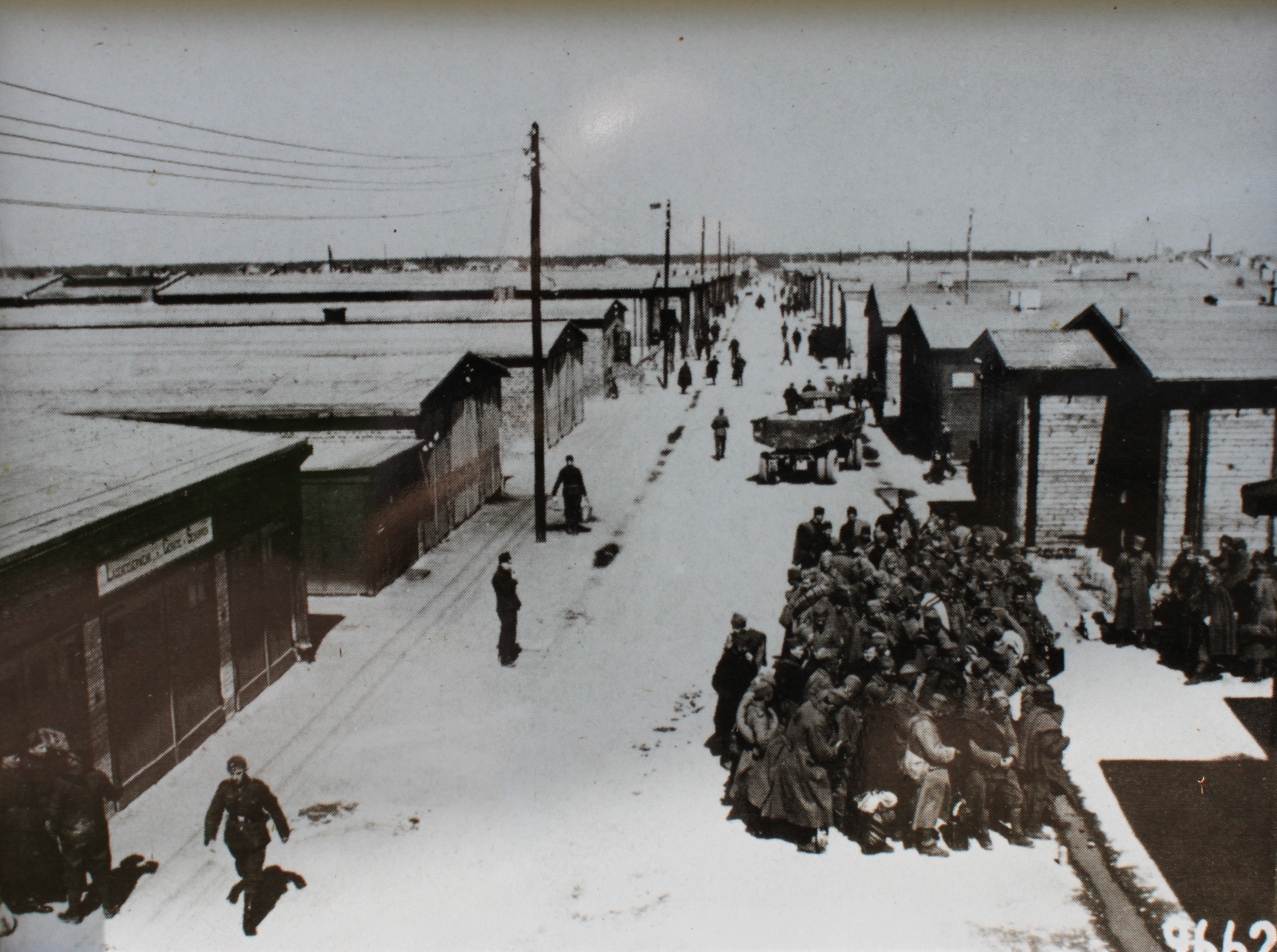
La rue principale du camp.

Construit sur une superficie de 30 hectares, le camp est composé de dix blocs de quatre baraques répartis de part et d'autre d'une rue principale,. Au centre du camp, une place était bordée de la cuisine et de la cantine. Les baraques, composées de deux parties séparées par une salle d'eau, pouvaient accueillir jusqu'à 400 hommes qui dormaient sur des lits quadruples à trois étages,. L'intérieur est chauffé par un four en brique. Le camp est entouré d'une triple haie de barbelés d'une hauteur de 2,5 mètres. Les prisonniers arrivent par wagons à la gare de Neuburxdorf, à 3 kilomètres au nord, et rejoignent le camp à pied,. Fouillés, photographiés et affublés d'un numéro de prisonnier, ils doivent remettre leurs effets personnels et se font distribuer une tenue de prisonnier et des sabots.

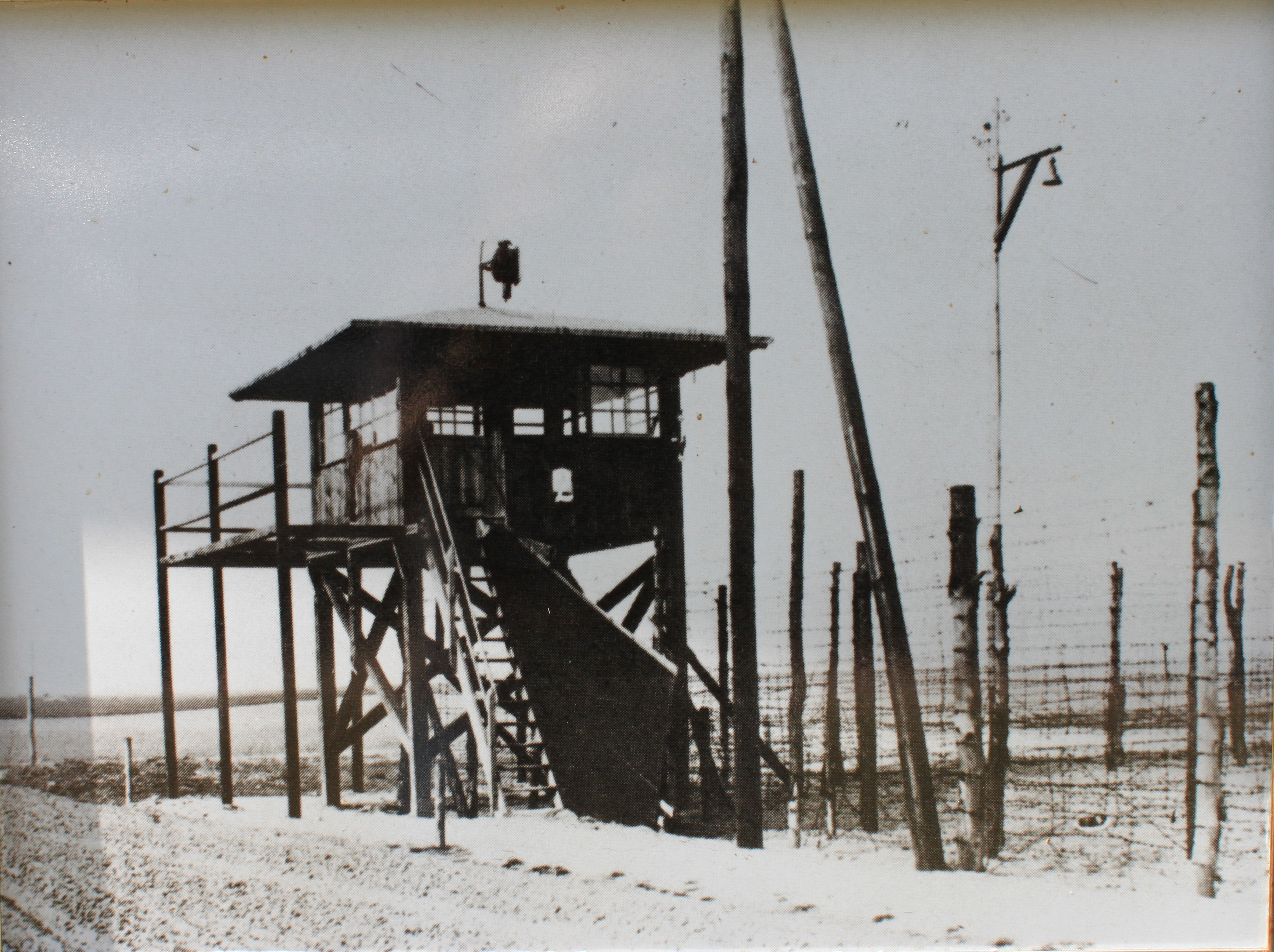
Un des miradors.

Chaque baraque compte un chef de baraque et quatre ou cinq sous-officiers chefs de groupe, le tout sous les ordres d'un allemand. Des interprètes sont également désignés. Les prisonniers sont réveillés à cinq heures tous les matins puis devaient se rendre à l'appel après avoir ingurgité un maigre petit-déjeuner se limitant à une tasse de tisane. De huit heures à onze heures et de treize heures à seize heures, les hommes doivent obligatoirement se trouver dans les baraquements pour pouvoir être désignés à volonté pour des travaux dans le camp ou à l'extérieur,. Chaque corvée est conclue par une séance de fouille pour lutter contre les vols de matériel ou de denrées, ce qui ne dissuade pas toujours les hommes malgré les sanctions encourues. Entre onze heures et treize heures, pour le repas, un seau de nourriture est distribué par groupe de quinze prisonniers,. Il s'agit le plus souvent de rata ou d'une soupe faite d'un mélange de farine, de choux et de pommes de terre. Vers seize heures étaient distribués une tisane et un casse-croûte constitué d'une boule de pain et d'une tranche de saucisson ou de boudin.
Le soir après les horaires de travail, le bâtiment de la cantine est le théâtre d'un véritable marché clandestin où sont vendus le butin des vols, le contenu des colis de la Croix-Rouge et quelques objets récupérés ou achetés avec la complicité de quelques soldats allemands. Les marchandises vendues sont très diverses : briquets, cigarettes, tabac, linge, stylos, rasoirs, montres, nourriture. Les loisirs sont le plus souvent limités aux parties de carte mais le jeudi et le dimanche certains prisonniers, acteurs professionnels dans le civil, jouent des pièces de théâtre dans une salle réservée à cet effet.

## Sous-camp Stalag IV-H
En avril 1941, un camp initialement destiné aux seuls prisonniers soviétiques est installé à Zeithain, à 10 kilomètres au sud de Mühlberg. Nommé Stalag 304, il accueille en juillet 2 000 détenus qui construisent les quartiers des gardes, des bâtiments agricoles puis les baraques. À la fin de l'année, le nombre de prisonniers a atteint 11 000 hommes dont environ 7000 sont morts du typhus et de malnutrition. En 1942, le Stalag 304 devient un sous-camp du Stalag IV-B sous le nom de Stalag IV-H. En février 1943, le Stalag IV-H est transformé en camp hospitalier destiné à soigner les prisonniers malades en provenance du camp principal ou d'autres camps. Les conditions ne s'améliorent pas pour autant et le taux de mortalité est particulièrement élevé, en particulier chez les soldats soviétiques victimes de tuberculose. Moins bien traités que le reste des prisonniers, les hommes de l'armée rouge constituent la majeure partie de l'effectif du camp et sont enterrés dans des fosses communes. En septembre 1943, une partie du camp est réservée aux soldats italiens malades emprisonnés après la chute du royaume d'Italie. Bénéficiant de meilleurs soins que leurs homologues soviétiques, ils comptent cependant 900 morts enterrés dans des tombes individuelles. En octobre 1944, une autre section du camp est isolée pour abriter les hommes et femmes de l'Armia Krajowa. Le contingent polonais compte 55 médecins et 168 infirmières dont l'arrivée au camp permet une grande amélioration des conditions d'hygiène. Ainsi le Stalag IV-H est certainement le seul exemple de camp de prisonniers de guerre abritant à la fois des hommes et des femmes et dans lequel ont eu lieu des naissances, les nourrissons recevant des numéros de prisonniers comme leurs parents. Le IV-H est libéré le même jour que le camp principal, le 23 avril 1945.

## Le cimetière militaire de Neuburxdorf
À Neuburxdorf, à proximité de la gare d'arrivée des prisonniers, est implanté un cimetière militaire accueillant les dépouilles des prisonniers morts dans les camps de Mühlburg et de Zeithain. Mis en place dès les débuts des camps, il accueille les tombes individuelles d'hommes de toutes nationalités, excepté les soviétiques qui sont enterrés dans des fosses communes. De nos jours, le cimetière abrite 600 tombes. Après 1945, un grand nombre de corps furent exhumés et rapatriés dans leurs patries d'origine. Les corps de la fosse commune soviétique ont été transférés dans le cimetière de la ville voisine d'Elsterwerda. Une septantaine de prisonniers russes reposent maintenant à Genk (Belgique), où leurs dépouilles ont été transférées.

## Prisonniers notables
- Konstanty Ildefons Gałczyński, poète polonais.
- Yves Mahé, aviateur français, pilote au régiment Normandie-Niemen abattu près de Smolensk, Compagnon de la Libération.
- Claude Simon, écrivain français, prix Nobel de littérature.
- Kurt Vonnegut, écrivain américain.
- Wanda Gertz, noble polonaise engagée dans l'armée polonaise.
- Lucien Limanton, Compagnon de la Libération.
- Adolphe Belliard, artiste peintre - peintre de Montmartre - 1905/1992
- Alexandre Bellon, apprêteur en fourrures
- Albert Remy, ancien mouleur ardennais.

## Galerie

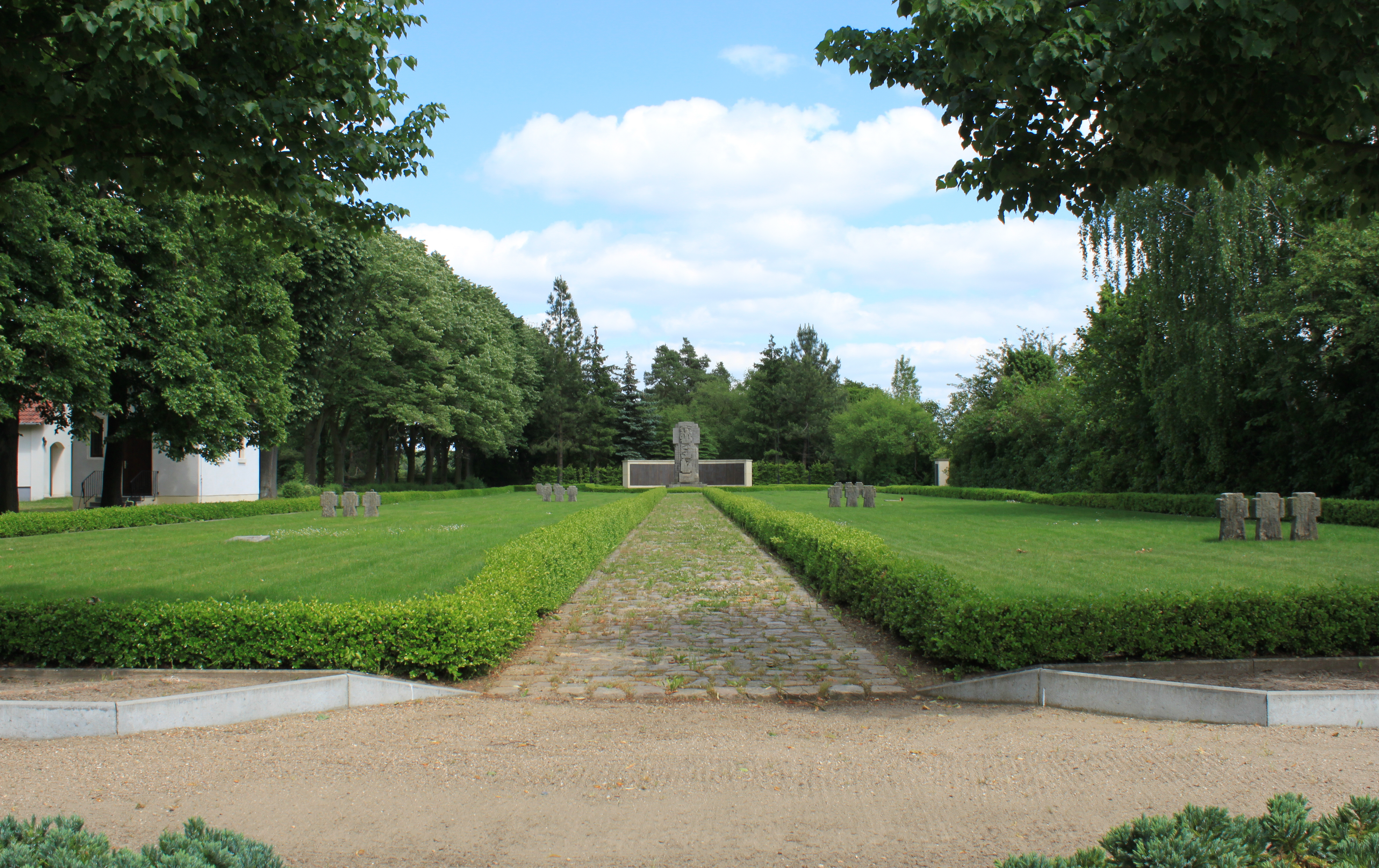
Cimetière de Neuburxdorf.
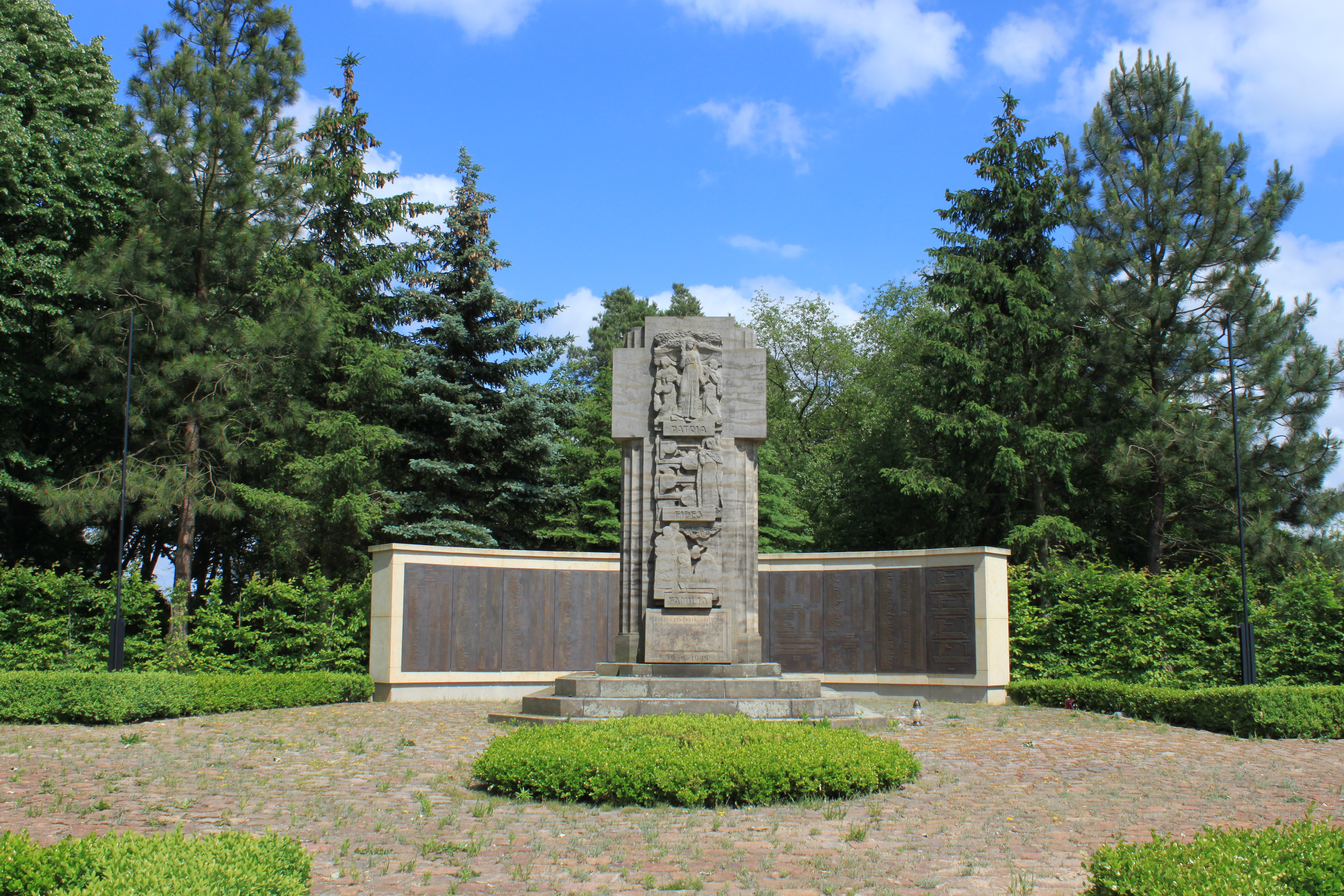
Mémorial aux victimes du camp dans le cimetière de Neuburxdorf.
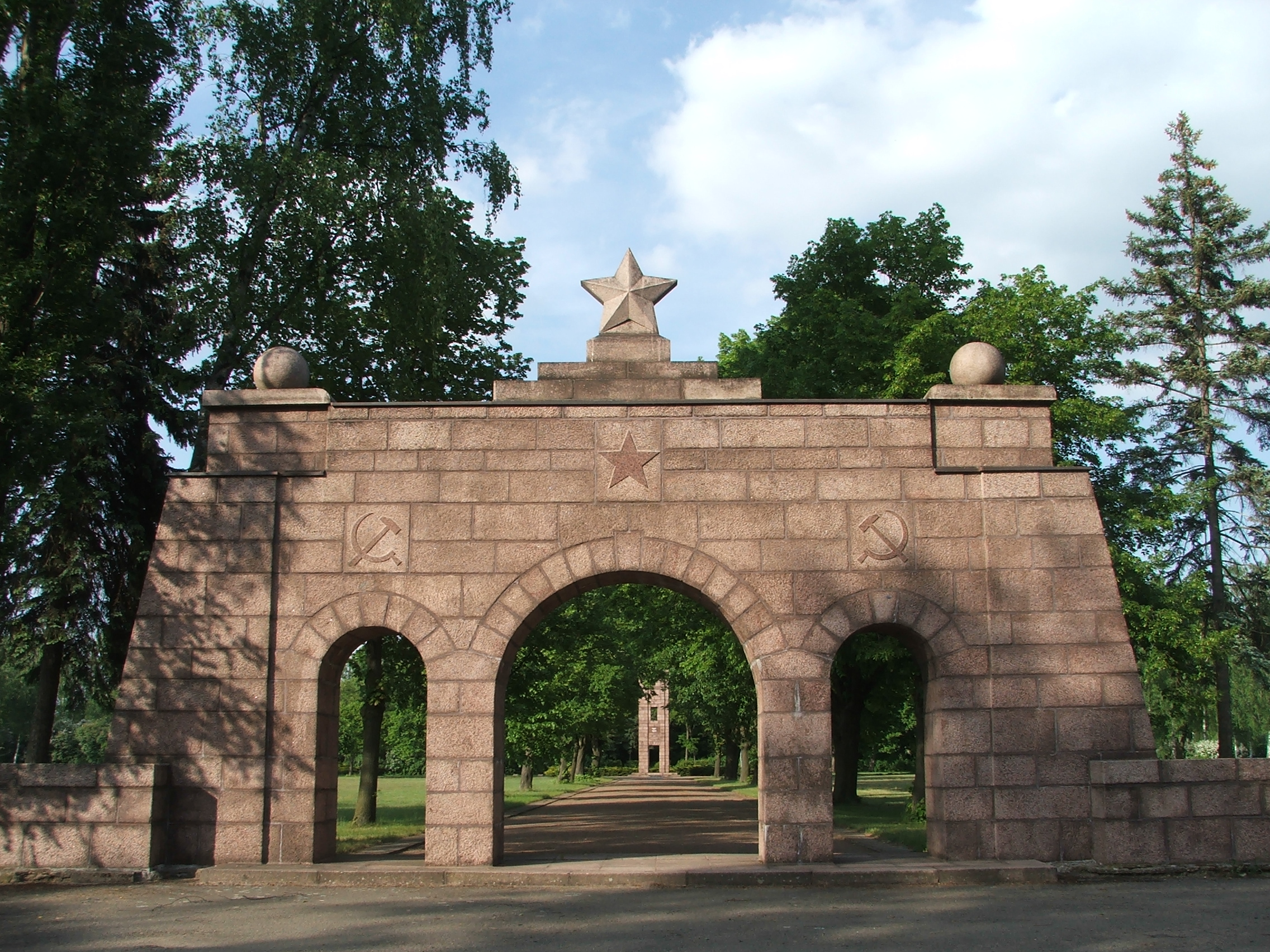
Mémorial aux soldats soviétique au camp de Zeithain.
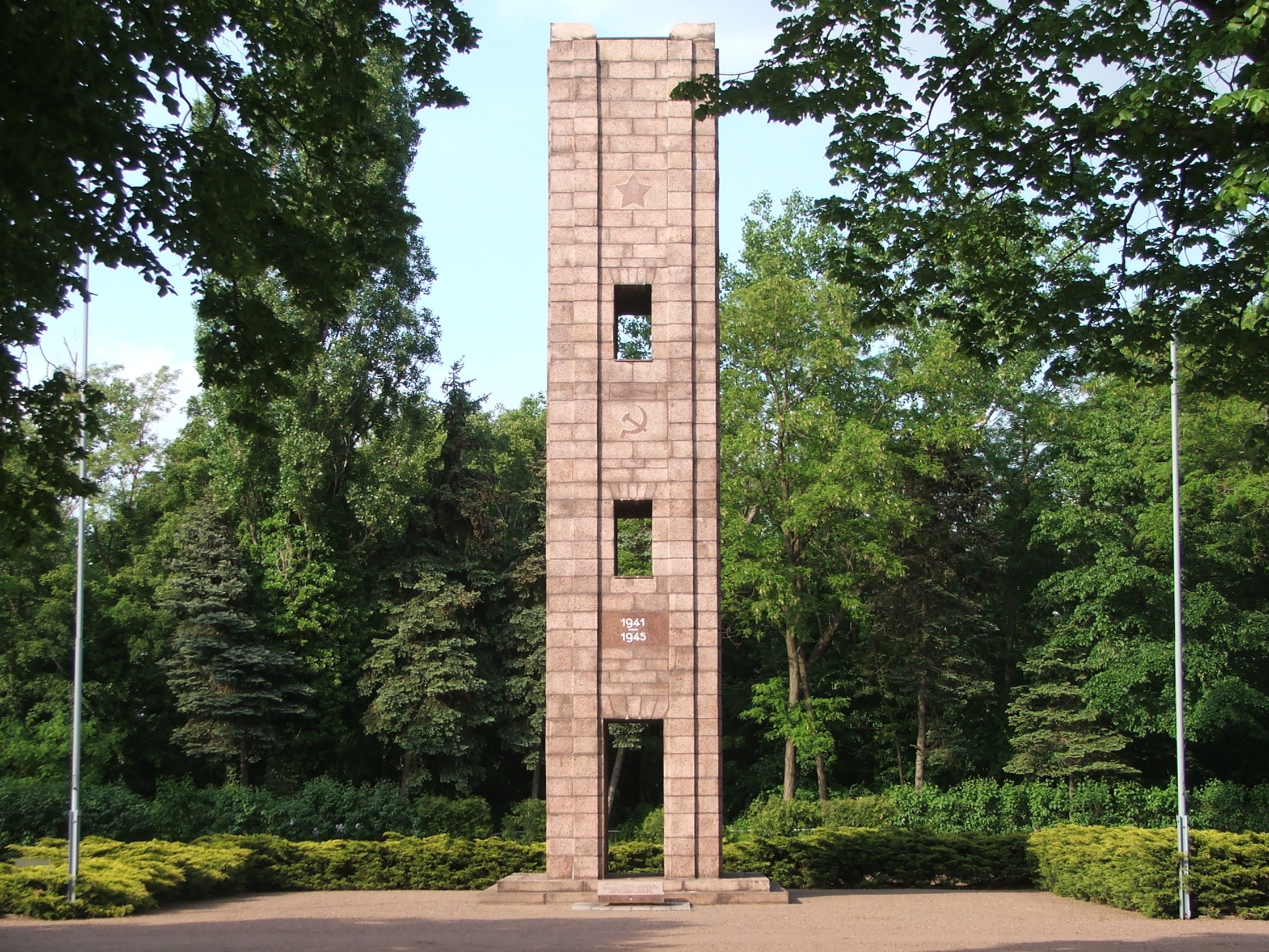
Monument commémoratif au camp de Zeithain.
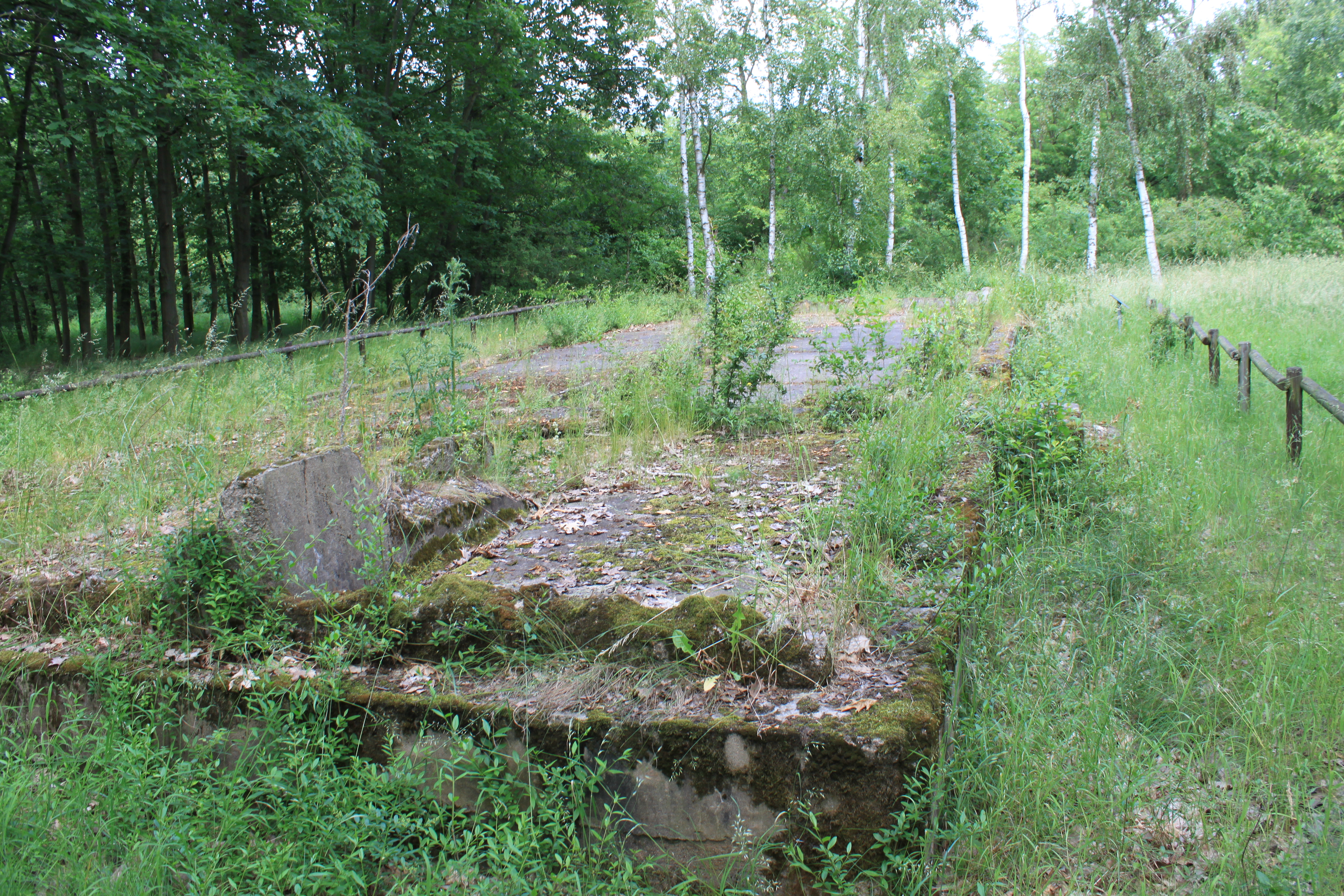
Restes de bâtiment du Stalag IV-B.